# CD Sport
CD Sport est une entreprise française spécialisée dans la compétition automobile, fondée en 1995 par le pilote Claude Degremont.
Basée dans la banlieue de Périgueux, dans le Sud-Ouest de la France, CD Sport est à la fois une écurie de compétition et une école de pilotage itinérante. La structure, associée depuis le début des années 2000 au pilote Laurent Cazenave, est participe régulièrement aux différents championnats français d'endurance.

## Historique
En 2001, l'écurie est vice-champion pilote avec Julien Vidot en championnat de France de Formule Renault.
En 2012, puis en 2015, l'écurie remporte le championnat VdeV en challenge endurance prototype.
En 2017, l'écurie s'engage en championnat de France FFSA GT avec deux Porsche Cayman GT4. Les pilotes engagés sont :  Mike Parisy et Gilles Vannelet sur la (no 30) ; et Morgan Moullin Traffort et David Hallyday (no 31),.
En parallèle, l'écurie engage deux Norma M20 FC en championnat VdeV en challenge endurance prototype. Les pilotes engagés sont : Inès Taittinger, Johan Boris Scheier et Kévin Bole Besançon (no 14) ; ainsi que  Rémy Kirchdoerffer, Gérard Faure et Ludovic Cochet (no 31).

## École de pilotage
En parallèle de son activité d'écurie de course automobile, CD Sport est une école de pilotage. 
Les voitures utilisées à cet effet sont des Formules Renault 2.0 datant de 2005 avec coque en carbone d’environ 490 kg et moteur Renault 2.0 développant environ 200 ch, avec un rapport poids / puissance plus performant que celui d'une GT. Elles sont équipées de boites de vitesses séquentielles avec passage des vitesses via des palettes situées derrière le volant,.